# Torneio de tênis de Moscou
O torneio de tênis de Moscou compreende os eventos profissionais de tênis que acontecem ou aconteceram em Moscou, na Rússia. No calendário de elite, foi combinado masculino e feminino até 2021.
Atualmente, não abriga nenhum torneio, ATP ou WTA. O último nome comercial foi Kremlin Cup.
Os torneios recebidos foram:
- ATP de Moscou, torneio masculino organizado pela Associação de Tenistas Profissionais, na categoria ATP 250;
- WTA de Moscou, torneio feminino organizado pela Associação de Tênis Feminino, na categoria WTA 500.